# Sennewald
Sennewald – warszawska firma wydawnicza  i księgarska, działająca od 1832 do 1905 roku.
Założycielem firmy był Niemiec z Bielska Gustaw Adolf Sennewald (1804–1860), który przybył do Warszawy ok. roku 1824 i stał się właścicielem księgarni nakładczej w roku 1832. Wydał w latach 1832-1860 184 pozycje książkowe, drukował także nuty i prowadził wypożyczalnię książek w języku polskim. Syn i następca Gustaw Karol posiadał wydawnictwo do roku swej śmierci w 1896 i wydał 121 książek oraz wiele nut. Syn Gustawa Karola, Władysław Gustaw (zm. 1929) prowadził wydawnictwo do 1901, po zlikwidowaniu wydawnictwa książkowego drukując już tylko nuty. W roku 1901 sprzedał firmę pracownikom, którzy posiadali ją do r. 1905 pod nazwą "Gustaw Sennewald - Księgarnia i skład nut muzycznych". W tym roku firma uległa likwidacji.